# Egidio Forcellini
Egidio Forcellini (Alano di Piave, 26 de agosto de 1688 - ibid , 5 de abril de 1768) fue un presbítero, latinista, filólogo y lexicógrafo italiano.
Ingresó en el seminario de Padua en 1704, estudiando bajo las enseñanzas de Facciolati, y a su debido tiempo obtuvo su sacerdocio. Desde 1724 a 1730 fue el rector del seminario de Ceneda, y desde 1731 a 1765 fue padre confesor en el seminario de Padua. El resto de su vida la pasó principalmente en su pueblo natal.
Murió en Padua en 1768 antes de la finalización del gran trabajo en el que colaboró largo tiempo con Facciolati, que fue el extenso Latin Lexicon, el cual formó las bases de todos los trabajos similares que han sido publicados desde entonces. Estuvo involucrado en su herculiana tarea cerca de treinta y cinco años, y la traducción de los manuscritos por Luigi Violato ocupó ocho años más.